# Folchi (cognome)
Folchi è un cognome di lingua italiana.

## Varianti
Di Folca, Folca, Folcarelli, Folceri, Folcheri, Folchetti, Folchieri, Folchini, Folci, Folcieri, Folcini, Folcio, Folco, Forcheri, Forgiarini, Fulcheri, Fulcheris, Fulchi, Fulchignoni, Fulci, Fulcieri, Fulco, Fulcoli, Fulconi, Fulgeri, Fulgieri.

## Origine e diffusione
Il cognome è tipicamente panitaliano.
Potrebbe derivare dai prenomi Folco e Fulco. Non presenta invece affinità coi cognomi Bifolco e Bifulco. Il simile cognome Folcacchieri, non più esistente e portato da Folcacchiero da Siena, è infine riconducibile al toponimo Forcalquier.
La variante Folco è panitaliana e prevalente in Italia meridionale; Fulchignoni è meridionale; Folcheri, Forcheri e Fulcheris sono piemontesi; Fulchi è veneto; Forgiarini è friulano, veneto e lombardo.

## Persone
- Giovanni Folchi – aviatore italiano
- Giuseppe Folchi – pittore, fotografo e regista italiano
- Rodolfo Folchi, noto come Rodolfo Volk – calciatore italiano